# Apalis pulchra
Apalis pulchra là một loài chim trong họ Cisticolidae.